# Гинкулов, Яков Данилович
Яков Данилович Гинкулов (1807—1870) — действительный статский советник, лингвист, переводчик, педагог, профессор Петербургского университета, драгоман Азиатского департамента МИД, один из первых российских румыноведов.

## Биография
Яков Гинкулов родился в 1807 году в Овидиополе; румын по происхождению. Первоначально был преподавателем Кишиневской духовной семинарии и принимал участие в устройстве Ланкастерских школ в Бессарабии.
30 июня 1830 году он поступил на службу переводчиком в Азиатский департамент Министерства иностранных дел Российской империи, в 1842 году назначен вторым драгоманом, в начале 50-х гг. был драгоманом VI класса, а с 1853 года — V класса.
11 апреля 1854 года Я. Д. Гинкулов был произведен в действительные статские советники.
В 1856 году был награждён орденом Святого Владимира 3 степени и в 1863 году орденом Святого Станислава 1 степени.
Прослужив около 35 лет по Министерству иностранных дел Российской империи, вышел в отставку.
При учреждении в 1839 году в Петербургском университете кафедры валахо-молдавского языка (для желающих) был приглашен занять её. Преподавание вел по составленным им самим учебникам. Сначала имел звание адъюнкта, а с 1855 года экстраординарного профессора. В 1858 году кафедра румынского языка была упразднена.
Составленная Я. Гинкуловым грамматика, по мнению А. И. Яцимирского, на много опередила своё время. Она была представлена автором на соискание Демидовской премий; разбор её был сделан архиепископом Кишиневским Дмитрием Сулимой (Отчёт о десятом присуждении Демидовской премии Санкт-Петербург, 1841).
Яков Данилович Гинкулов умер в 1870 году.

## Избранная библиография
- «Молдавско-российский словарь», Кишинев, 1829 год;
- «Начертание правил валахо-молдавской грамматики». СПб., 1840;
- «Собрание сочинений и переводов, в прозе и стихах, для упражнения в валахо-молдавском языке, с присовокуплением словаря и собрания славянских первообразных слов, употребляемых в языке валахо-молдавском». СПб., 1840;
- «Выводы из валахо-молдавской грамматики». СПб., 1847 (подписано инициалами Я. Г.);
- «Карманная книжка для русских воинов в походах по княжествам Валахии и Молдавии». 2 части СПб., 1854.